# Transgas Flüssiggas Transport und Logistik

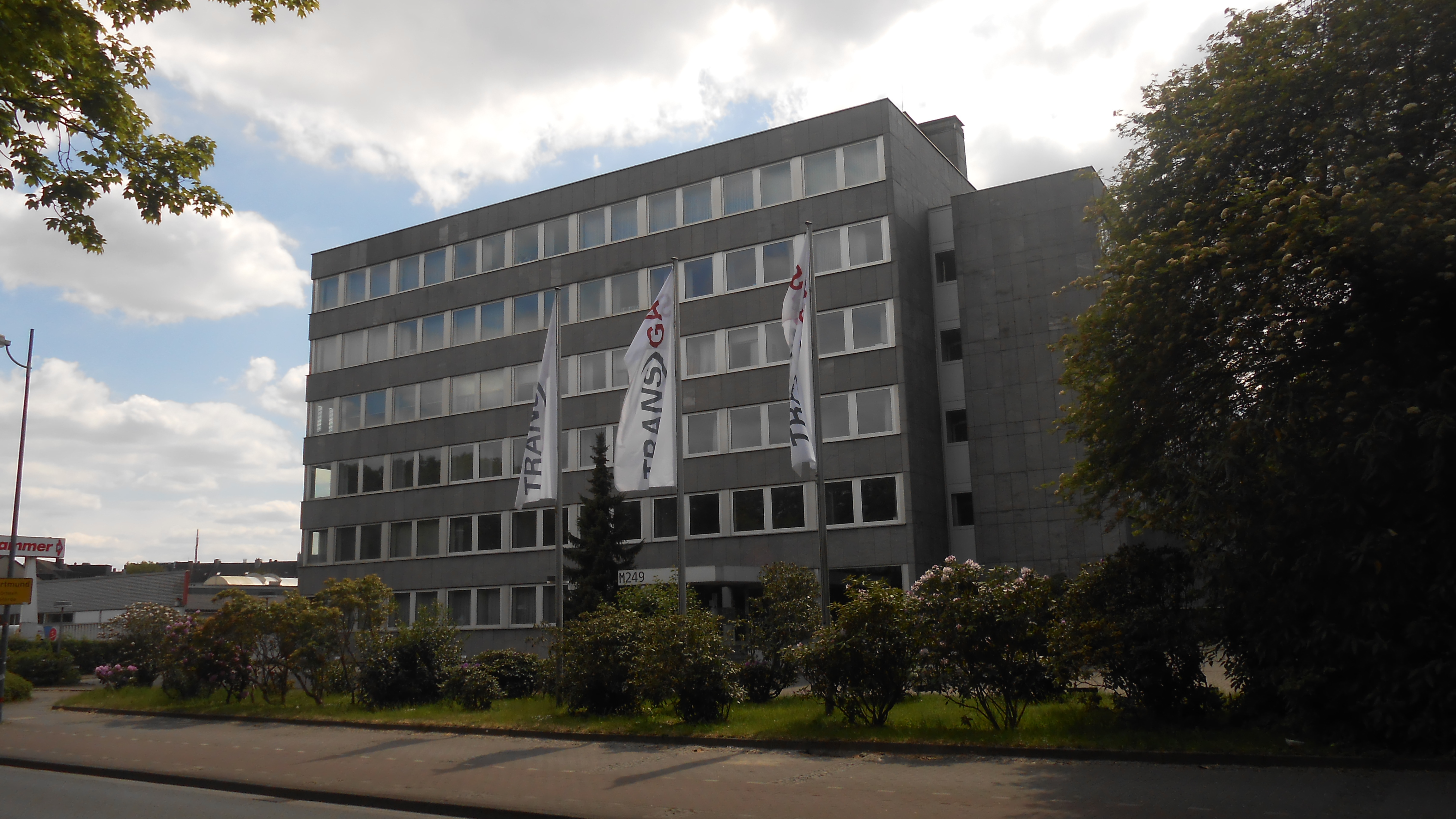
Das Verwaltungsgebäude der TRANSGAS an der Märkischen Straße in Dortmund

Die Transgas Flüssiggas Transport und Logistik GmbH & Co. KG (Eigenschreibweise: TRANSGAS) mit Sitz im nordrhein-westfälischen Dortmund ist ein deutsches Dienstleistungsunternehmen für Flüssiggas.
Geschäftszweck ist der Transport bzw. die Auslieferung von Flüssiggas (Propan bzw. Butan) als Heiz-, Treib- oder Autogas sowie die Durchführung damit im Zusammenhang stehender Dienstleistungen. Als technischer Dienstleister führt Transgas Reparaturen und Prüfarbeiten an Gasbehältern durch.
Transgas ist ein Gemeinschaftsunternehmen mehrerer Flüssiggashändler, die über das Unternehmen im Wesentlichen ihre Endverbraucher beliefern. Gesellschafter sind:
- Primagas, Krefeld
- Progas, Dortmund
- Tyczka Energy, Geretsried
- Drachengas, Frankfurt/Main
- Scharr, Stuttgart
- Salzgitter-Gas, Salzgitter[3]

Neben dem Sitz in Dortmund bestehen Niederlassungen in Bad Segeberg, Versmold, Cunnersdorf, Straubing und Aschaffenburg.
Das Unternehmen ist außerordentliches Mitglied im Deutschen Verband Flüssiggas e.V., dem auch die Gesellschafter als ordentliche Mitglieder angehören.